# Göran Nilsson Posse
Göran Nilsson Posse, född på 1500-talet, död på 1600-talet, var en svensk adelsman, häradshövding och militär.

## Biografi
Göran Posse var son till häradshövdingen och befallningsmannen på Älvsborg Nils Posse till Gammelstorp och Säby samt Anna Matsdotter Kagg. Han var 27 mars 1590 ryttmästare för Adelsfanan i Sverige och var 27 december 1590 slottsloven på Narva slott. Posse blev 25 januari 1593 häradshövding i Kinne härad och 13 februari 1593 ryttmästare för en fanan Västgöta hovmän.
Han var från 1587 till 1598 häradshövding i Hanekinds härad.
Den 18 maj 1594 fick han av kung Sigismund bekräftelse på sin senare utnämning till ryttmästare, trots att kungen föraktade honom för hans orubbliga lutherska tro. Han var en myndig riksdagsman och omtyckt för sin tapperhet. I slaget vid Stångebro den 25 september 1598 förde han befälet över kung Sigismunds högra flygel mot hertig Karl och hade till en början stora framgångar. Senare samma år fängslades han av greve Axel Lewenhaupt och skickades i handbojor under bevakning till hertigen, som dock benådade honom. Den hårda behandlingen gjorde honom mycket förbittrad på hertigen, och år 1603, när han åter blev misstänkt, flydde han den 22 oktober samma år ur riket till Polen tillsammans med sin kusin, riksrådet Jöran Knutsson Posse. Därefter förklarades han som biltog (fredlös).
Genom sitt nit för evangeliska läran råkade han i onåd hos Sigismund och höll sig i flera år troget till hertig Carl, men då dennes egenmäktiga handlingar fick honom att sluta sig till Sigismund. 1598 ställde Posse till oroligheter i Västergötland och hindrade adeln där att infinna sig vid det av hertigen sammankallade mötet i Vadstena. I slaget vid Stångebro deltog han på kungen sida i spetsen för Västgöta ryttare. Efter slaget förliktes han med hertig Karl, men en förolämpning ifrån kungens gunstling Axel Stensson (Leijonhufvud) skall ha sårat honom så att han 1603 valde att bryta med kung Karl och överflytta till Polen.

### Egendom
Posse ägde Gammalstorp i Tuns socken och Sjögerås i Vilske-Kleva socken.

### Familj
Posse var gift med Ingeborg Johansdotter (Natt och Dag) (levde 1639), dotter till Johan Åkesson (Natt och Dag) och Margareta Axelsdotter (Bielke). De fick tillsammans dottern Anna Posse (död 1641) som var gift med översten Erik Soop.